# (A)pollonia
(A)pollonia – autorskie przedstawienie teatralne Krzysztofa Warlikowskiego na podstawie tekstów Ajschylosa, Eurypidesa, Hanny Krall i innych, zrealizowane w Nowym Teatrze w Warszawie. Premiera przedstawienia odbyła się 16 maja 2009 w Warszawie i 16 lipca 2009 w Awinionie.
Przedstawienie zrealizowano w koprodukcji z 5 teatrami w Polsce i Europie oraz 2 międzynarodowymi festiwalami: Festival d’Avignon, Théatre National de Chaillot, Paryż, Théatre de la Place de Liège, Comédie de Geneve-Centre Dramatique, Théatre Royal de la Monnaie de Bruxelles, Stary Teatr im. Heleny Modrzejewskiej w Krakowie.

## Obsada
- Magdalena Cielecka
- Ewa Dałkowska
- Renate Jett
- Małgorzata Hajewska-Krzysztofik / Danuta Stenka
- Maja Ostaszewska / Jolanta Fraszyńska / Anna Radwan-Gancarczyk
- Magdalena Popławska
- Anna Radwan-Gancarczyk / Monika Niemczyk
- Andrzej Chyra
- Wojciech Kalarus
- Marek Kalita
- Zygmunt Malanowicz
- Adam Nawojczyk
- Jacek Poniedziałek
- Maciej Stuhr
- Tomasz Tyndyk